# Elènia grisa amazònica
L'elènia grisa amazònica (Myiopagis cinerea) és una espècie d'ocell de la subfamília Elaeniinae de la família dels tirànids (Tyrannidae). Es troba a tots els països continentals d'Amèrica del Sud excepte a l'Argentina, Xile, Paraguai i Uruguai, encara que només hi ha un registre d'observació a Surinam.

## Taxonomia i sistemàtica
El que ara és l'elènia grisa amazònica es va descriure originalment com Elainea[sic] cinerea. Més tard es va traslladar a Myiopagis com a subespècie de l'aleshores elènia grisa (M. caniceps); poc després Myiopagis es va fusionar amb el gènere Elaenia. Aquest moviment es va invertir a mitjan segle xx, i es va confirmar per anàlisi genètica que Myiopagis era el gènere adequat.
La taxonomia addicional de M. caniceps no estava del tot resolta. El desembre de 2016, el Manual del Ocells del Món (HBW) de BirdLife International la va dividir en tres espècies anomenant-les com es descriu a continuació.
- Myiopagis caniceps (Swainson, 1835) (sensu stricto) - elènia grisa atlàntica.[9] Des del sud-est del Brasil, fins Bolívia, Paraguai i nord de l'Argentina.
- Myiopagis cinerea (Pelzeln, 1868) - elènia grisa amazònica.[10] Des de l'est de Colòmbia i sud de Veneçuela fins l'est de l'Equador, nord-est del Perú i nord-oest del Brasil.
- Myiopagis parambae (Hellmayr, 1904) - elènia grisa del Pacífic.[11] De Panamà oriental, Colòmbia occidental i l'Equador nord-occidental.

La taxonomia de Clements va reconèixer la divisió el novembre de 2022 i el Congrés Ornitològic Internacional (IOC) va seguir el mateix el gener de 2023. El setembre de 2024 ni els Comitès de Classificació nord-americans ni sud-americans de l'American Ornithological Society havien reconegut la divisió encara que el comitè sud-americà sol·licità una proposta per fer-ho.
L'elènia grisa amazònica és monotípica.

## Descripció
L'elènia grisa amazònica fa de 12 a 13 cm de llarg i pesa uns 11 g. Els mascles adults tenen una corona de color gris fosc amb una franja blanca parcialment oculta al llarg del centre. Tenen una fina taca loral de color blanc grisenc que continua al voltant de l'ull i la part inferior de la cara grisosa i blanquinosa. Les parts superiors són de color blau-gris. Les ales són negres amb vores blanques a les plomes de vol interiors i puntes blanques a les cobertores; l'última forma dues barres amb l'ala tancada. La cua és grisa amb puntes blanques a les plomes. La gola i les parts inferiors són majoritàriament de color gris pàl·lid amb el ventre blanc. Les femelles adultes tenen una franja groga a la capçada, amb les parts superiors de color verd oliva brillant, franges i vores de les ales groguenques a les plomes de vol i, majoritàriament, les parts inferiors de color groc verdós amb el ventre groc. Tots dos sexes tenen l'iris marró fosc, el bec curt de color negre i les potes gris fosc.

## Distribució i hàbitat
L'elènia grisa amazònica es troba a la conca de l'Amazones a l'est de Colòmbia, Equador i Perú, al nord de Bolívia, al sud de Veneçuela, Guyana i Guaiana Francesa i aproximadament a la meitat nord-oest del Brasil. Un registre d'avistament no confirmat a Surinam va portar el SACC a classificar-lo com a hipotètic en aquest país. L'espècie habita en boscos perennes tropicals de terra ferm i vàrzea, tant primaris com secundaris de totes les edats. En altitud arriba als 1.200 m a Colòmbia, 600 m a l'Equador, 700 m al Perú i 1.200 m a Veneçuela encara que majoritàriament per sota dels 300 m allà.

## Comportament

### Moviment
L'elènia grisa amazònica és un resident durant tot l'any a la major part de la seva distribució. No obstant això, hi ha proves que es produeix a Bolívia només a l'hivern austral, i podria haver-hi algun moviment lleuger cap a l'extrem nord-oest de Veneçuela.

### Alimentació
Es creu que l'elènia grisa amazònica s'alimenta d'insectes i petits fruits com altres del seu gènere. Normalment, s'alimenta a la copa del bosc i a les vores exteriors, prenent menjar del fullatge i les branques arran d'una perxa i mentre es mou breument. Sovint s'uneix a estols d'espècies mixtes.

### Cria
Es desconeix la biologia de la reproducció de l'elènia grisa amazònica. No obstant això, es creu que és similar a la del seu antic progenitor l'elània grisa, ara de cap gris, que veiem aquí.